# Mark Pendergrast

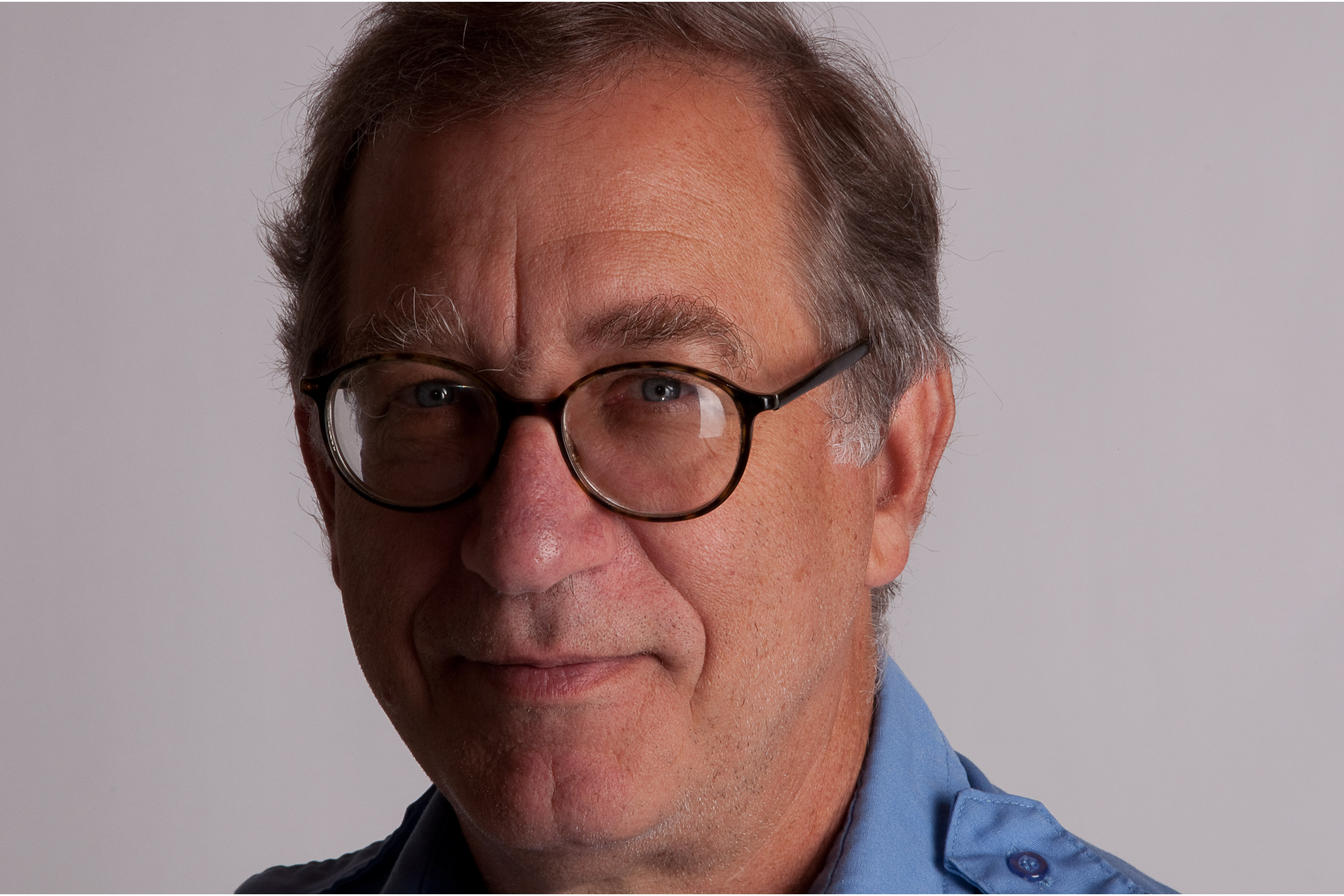
Mark Pendergrast

Mark Pendergrast (* 1. Oktober 1948) ist ein US-amerikanischer Journalist und Publizist, Sach- und Kinderbuchautor.
Mark Pendergrast wuchs in Atlanta auf. Seine Eltern sind Nan und Britt Pendergrast. Er hat sechs Geschwister. Pendergrast studierte Englische Literatur an der Harvard University und schloss mit dem Bachelor of Arts ab. Anschließend studierte er am Simmons College in Boston und schloss mit einem Master of Arts in Literaturwissenschaft ab. Er arbeitete an einer wissenschaftlichen Bibliothek und später als Journalist für das Wall Street Journal, die New York Times, den Financial Analyst, The Sun, das Vermont Life Magazine, Sea History, das Library Journal und Professional Psychology.
Pendergrast lebt in Essex Junction im US-Bundesstaat Vermont. Er hat insgesamt vierzehn Bücher zu verschiedenen Themen veröffentlicht. 

## Publikationen (Auswahl)
- Für Gott, Vaterland und Coca-Cola. Die unautorisierte Geschichte der Coca-Cola-Company. Heyne Verlag (1995). ISBN 3-453-08784-4
- Mirror Mirror: a history of the human love affair with reflection. Basic Books (2003). ISBN 0-465-05471-4
- Kaffee. Wie eine Bohne die Welt veränderte. Edition Temmen (2001). ISBN 3-86108-780-4
- Inside the Outbreaks: Elite Medical Detectives of the Epidemic Intelligence Service. Houghton Mifflin Harcourt (2010). ISBN 0-547-52030-1
- Japan's Tipping Point: Crucial Choices in the Post-Fukushima World. Nature's Face Publications. ISBN 978-0982900437
- For God, Country, and Coca-Cola: The Definitive History of the Great American Soft Drink and the Company That Makes It (3rd ed.). Basic Books. ISBN 978-0-465-05468-8
- Beyond Fair Trade: How One Small Coffee Company Helped Transform a Hillside Village in Thailand. Greystone Books. ISBN 978-1771640473
- City on the Verge: Atlanta and the Fight for America's Urban Future. Basic Books. ISBN 978-0465054732
- The Repressed Memory Epidemic: How It Happened and What We Need to Learn from It. Springer. ISBN 978-3319633749